# Magersdorf (Unterbodnitz)

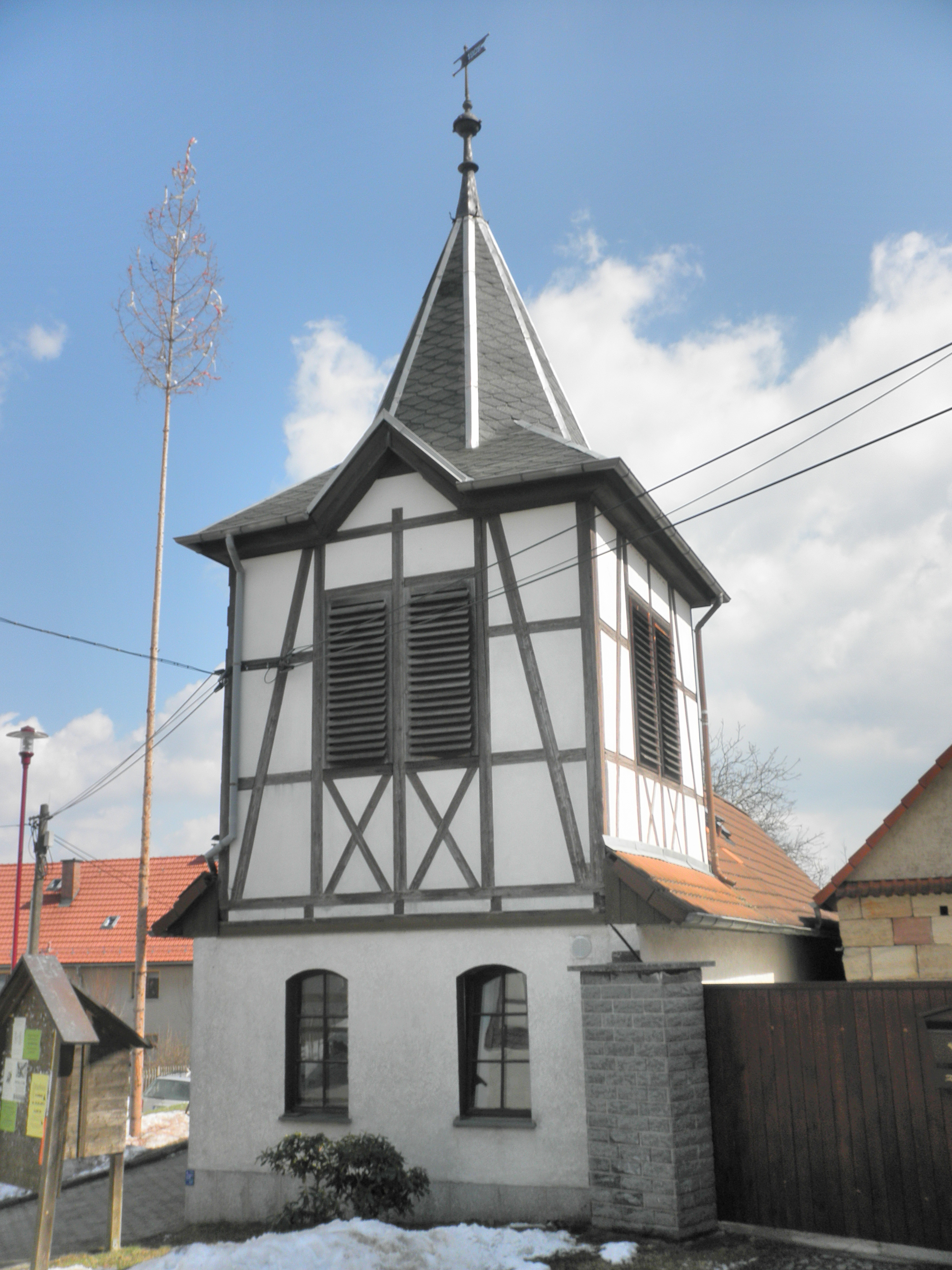
Glockenturm in Magersdorf

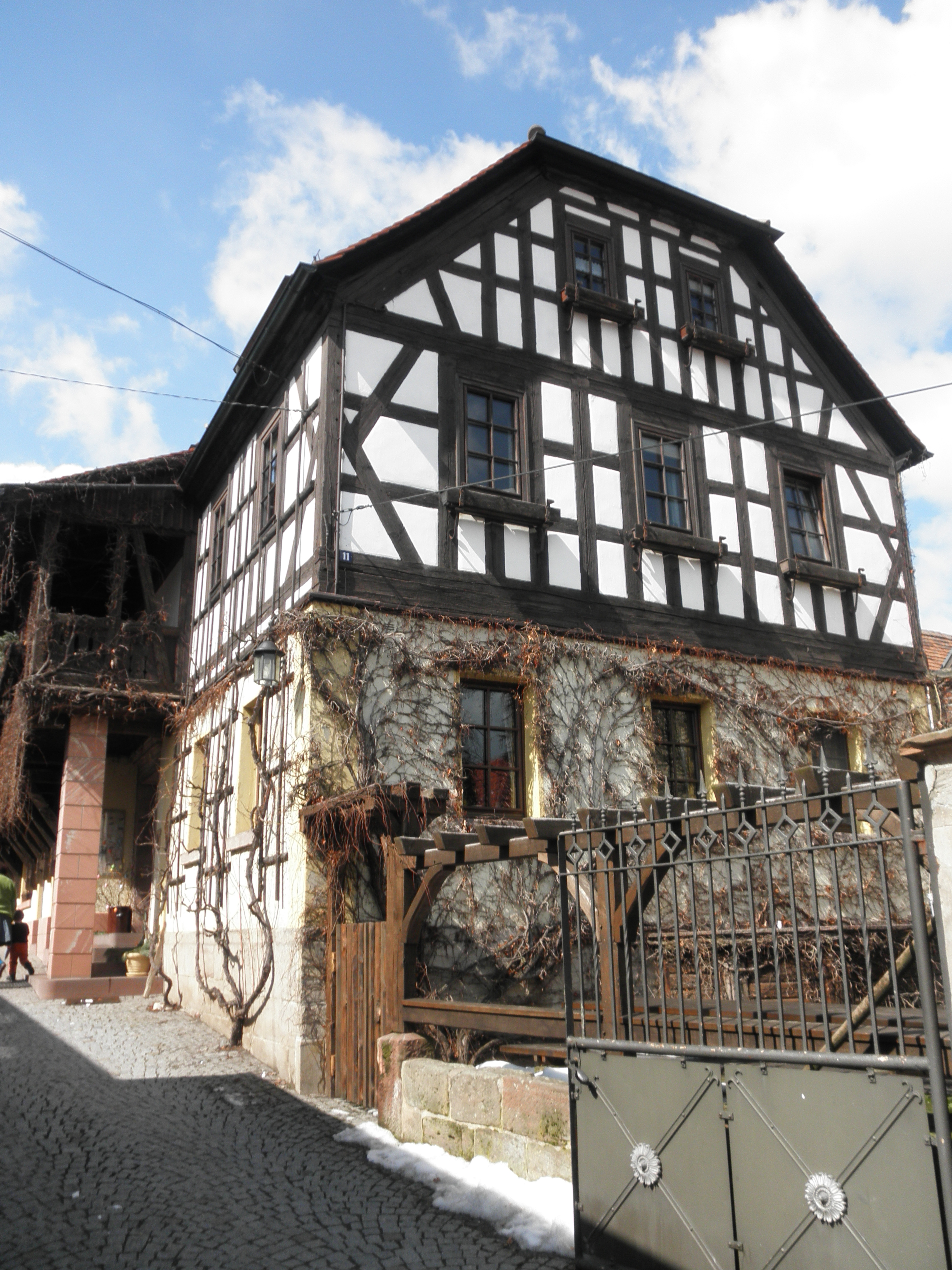
Gasthof in Magersdorf

Magersdorf ist ein Ortsteil von Unterbodnitz im Saale-Holzland-Kreis in Thüringen.

## Geografie
Magersdorf liegt versteckt hinter dem 311 m hohen Sommerberg und den weiteren Hügeln um das Dorf und Unterbodnitz. Über eine Ortsverbindungsstraße erreicht man  die Landesstraße 1062 und die Kreisstraße 115. Somit haben die Bewohner des Ortes Verbindung mit der Umgegend. Die Flur der Gemeinde umfasst 555 ha.

## Geschichte
Um 1400 wurde der Ort in einer Urkunde erstmals erwähnt.
Um 1900 wurde in der kirchenlosen Gemeinde ein Glockenturm errichtet, auf dem ehemaligen Armenwohnhaus.
Der ländlich geprägte Ort wurde ab 1945 auch den Enteignungen und in den 1950er Jahren der Kollektivierung der Landwirtschaft unterworfen. Er fand nach der deutschen Wiedervereinigung neue Formen der Landarbeit.